# 1967-es Formula–1 belga nagydíj
Az 1967-es Formula–1 világbajnokság negyedik futama a belga nagydíj volt.

## Futam
Spában Clarké lett a pole Gurney és Hill előtt, aki technikai probléma miatt nem tudott elrajtolni, a boxból indult a mezőny után.
A rajt után Clark után a második helyet Rindt vette át Stewart és Parkes előtt. A ferraris Mike Parkes az első kör végén az előtte haladó BRM-ből kifolyó olajon megcsúszott, és a Blanchimont kanyarban nagy sebességnél balesetezett. A versenyző túlélte az esetet, de lábtörést szenvedett, ami versenyzői karrierje végét jelentette. A 12. körben a vezető Clark 2 percet töltött a boxban gyertyacsere miatt, a 7. helyre tért vissza. A vezetést Stewart vette át ekkor, 15 másodperccel Gurney előtt. Stewartnak sebességváltási problémája akadt, csak egy kézzel foghatta a kormányt, a másikkal a váltókart kellett sebességben tartania. Gurney a 21. körben átvette a vezetést és több mint egy perc előnnyel megszerezte az Eagle-Weslake egyetlen győzelmét. Stewart második, Chris Amon harmadik lett.

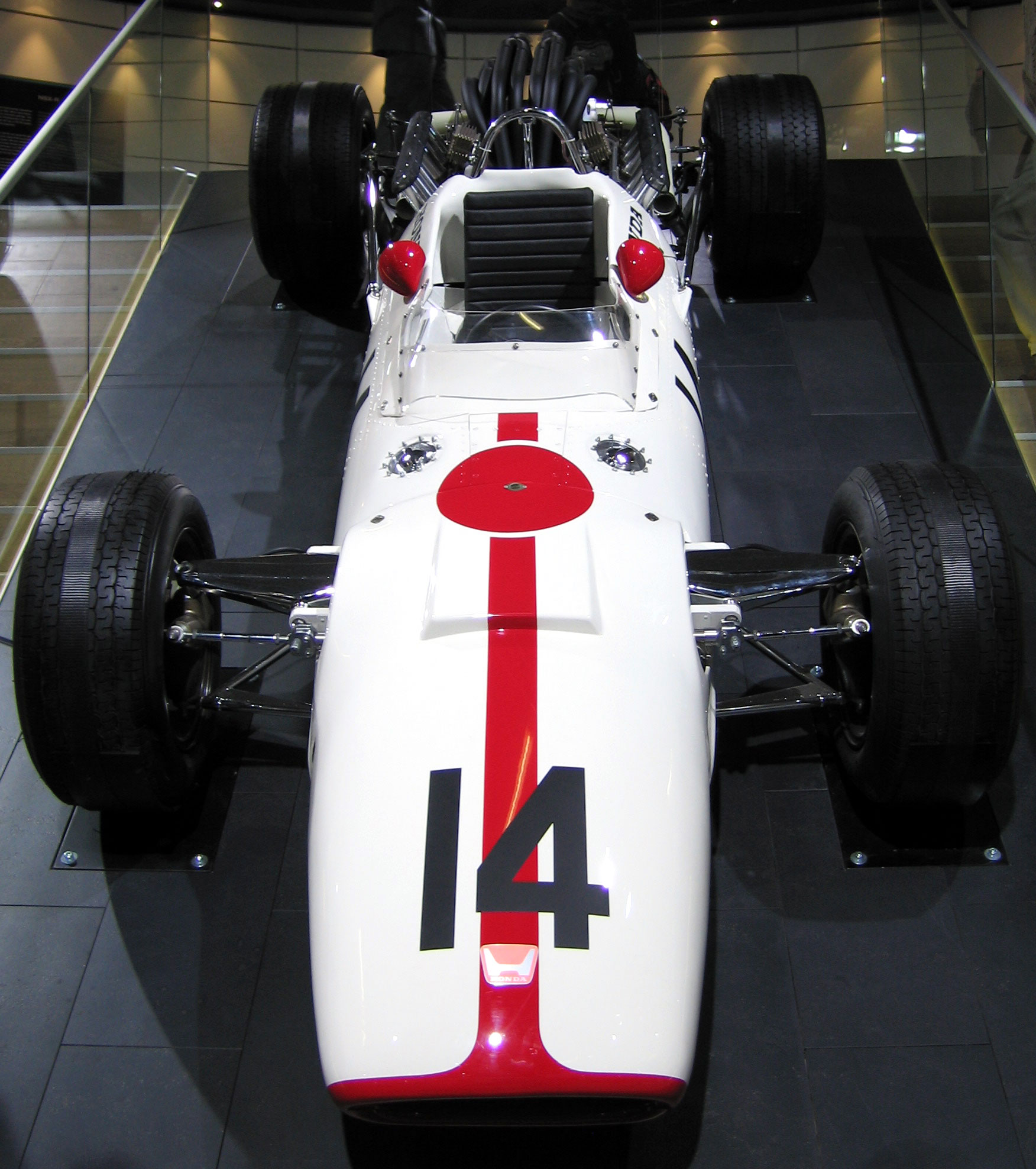
Honda RA300

| Helyezés | #  | Versenyző           | Csapat/Motor    | Futott körök | Idő/Kiesés oka  | Rajthely | Pontszám |
| -------- | -- | ------------------- | --------------- | ------------ | --------------- | -------- | -------- |
| 1        | 36 | Dan Gurney          | Eagle-Weslake   | 28           | 1:40:49,4       | 2        | 9        |
| 2        | 14 | Jackie Stewart      | BRM             | 28           | + 1:03,0        | 6        | 6        |
| 3        | 1  | Chris Amon          | Ferrari         | 28           | + 1:40,0        | 5        | 4        |
| 4        | 29 | Jochen Rindt        | Cooper-Maserati | 28           | + 2:13,9        | 4        | 3        |
| 5        | 12 | Mike Spence         | BRM             | 27           | + 1 kör         | 11       | 2        |
| 6        | 21 | Jim Clark           | Lotus-Ford      | 27           | + 1 kör         | 1        | 1        |
| 7        | 34 | Jo Siffert          | Cooper-Maserati | 27           | + 1 kör         | 16       |          |
| 8        | 19 | Bob Anderson        | Brabham-Climax  | 26           | + 2 kör         | 17       |          |
| 9        | 14 | Pedro Rodríguez     | Cooper-Maserati | 25           | Motorhiba       | 13       |          |
| 10       | 32 | Guy Ligier          | Cooper-Maserati | 25           | + 3 kör         | 18       |          |
| HN       | 2  | Ludovico Scarfiotti | Ferrari         | 24           | Helyezés nélkül | 9        |          |
| Kiesett  | 25 | Jack Brabham        | Brabham-Repco   | 15           | Motorhiba       | 7        |          |
| Kiesett  | 26 | Denny Hulme         | Brabham-Repco   | 14           | Motorhiba       | 14       |          |
| Kiesett  | 39 | Jo Bonnier          | Cooper-Maserati | 10           | Motorhiba       | 12       |          |
| Kiesett  | 22 | Graham Hill         | Lotus-Ford      | 3            | Kuplung         | 3        |          |
| Kiesett  | 7  | John Surtees        | Honda           | 1            | Motorhiba       | 10       |          |
| Kiesett  | 17 | Chris Irwin         | BRM             | 1            | Motorhiba       | 15       |          |
| Kiesett  | 3  | Mike Parkes         | Ferrari         | 0            | Baleset         | 8        |          |

## Statisztikák
Vezető helyen:
- Jim Clark: 12 (1-12)
- Jackie Stewart: 8 (13-20)
- Dan Gurney: 8 (21-28)

Dan Gurney 4. győzelme, 3. leggyorsabb köre, Jim Clark 27. pole-pozíciója.
- Eagle egyetlen győzelme.